# 레절루션섬 (뉴질랜드)

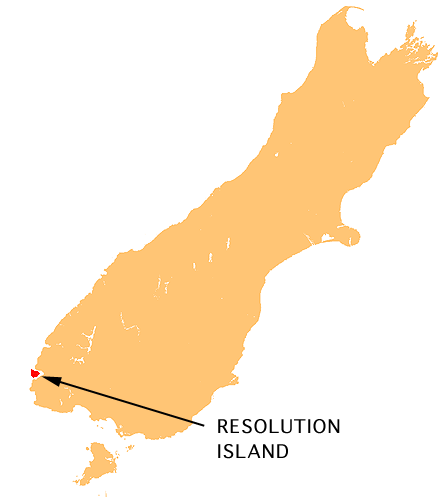
레절루션 섬의 위치

레절루션섬(영어: Resolution Island, 마오리어: Tau Moana)은 뉴질랜드 남서부 피오르드랜드 지방에서 가장 큰 무인도이다. 면적은 208 km2 (80 sq mi)로, 뉴질랜드에서 7번째로 크다. 레졸루션 섬은 남섬의 본토에서 더스키 사운드와 브레이크시 사운드로부터 분리되어 있다.